# Grails
Grails — програмний каркас для створення вебзастосунків, написаний на скриптовій мові Groovy, яка в свою чергу заснована на Java. Grails створений під сильним впливом широко відомого Ruby on Rails і заснований на шаблоні «Модель-Вид-Контролер» (MVC). Grails було створено з метою привернути інтерес користувачів до платформи Java і дати Java-розробникам можливості для швидкої побудови  вебзастосунків з новою легкістю і гнучкістю.
Grails можна використовувати у програмах на Java, Groovy і на інших мовах для JVM.
Розробка продукту ведеться з липня 2005. Перший реліз 0.1 був випущений в березні 2006 р.

## Короткий опис
Grails розробляється з кількома цілями:
- Надати високо-продуктивний програмний каркас для  веброзробки для платформи Java.
- Запропонувати сумісний, одноманітний каркас, що дозволить позбавитися від невизначеності і буде легкий до вивчення.
- Документувати лише ті частини фреймворка, які мають значення для користувачів.
- Запропонувати користувачам те, що вони хочуть бачити в областях часто складних і суперечливих:
  - Потужна і несуперечлива підтримка персистенції (збереження даних).
  - Потужні і легкі у використанні шаблони сторінок (view), що використовують GSP (Groovy Server Pages).
  - Динамічні бібліотеки тегів для легкого створення компонентів вебсторінок.
  - Хороша підтримка Ajax, легко розширюється і настроюється під цілі розробника.
- Надати приклади застосунків, які демонструють можливості даного програмного каркаса.
- Забезпечити режим розробки, що включає вбудований вебсервер і автоматичне перевантаження ресурсів.

## Висока продуктивність розробки
У Grails три характеристики значно підвищують продуктивність розробника в порівнянні з традиційною Java веброзробкою:
- Відсутність XML конфігурацій
- Готове до використання середовище розробки
- Функціональність, доступна завдяки використанню  домішкам (mixins)

## Підтримка IDE
- NetBeans
- IDEA
- SpringSource Tool Suite, безкоштовне середовище базоване на  Eclipse від SpringSource

Докладнійший список на grails.org [Архівовано 26 листопада 2009 у Wayback Machine.].

## Ким використовується
- Компанією SAP на базі Groovy/Grails розробляється фреймворк Composition On Grails [Архівовано 12 вересня 2010 у Wayback Machine.] для швидкої розробки вебзастосунків для платформи SAP NetWeaver  7.1 CE, який включає в себе SAP-специфічні розширення для Web Dynpro, Enterprise Web Services і BAPI.

Докладнійший список на grails.org [Архівовано 24 жовтня 2010 у Wayback Machine.].